# لو ادلر
لو ادلر (انگلیسی: Lou Adler؛ زادهٔ ۱۳ دسامبر ۱۹۳۳) یک تهیه‌کننده موسیقی اهل ایالات متحده آمریکا است.